# 白石 (詩人)
白 石（ペク・ソク、백석、1912年7月1日 - 1996年1月7日）は、北朝鮮の詩人。平安北道定州の出身。

## 略歴
本貫は水原白氏。本名は白夔行。1929年に日本へ留学。青山学院英文科を卒業したのち咸興で英語教師となった。ペンネームの「石」という一字は、敬愛していた石川啄木から取っている。なお白石の出生年は啄木の没年でもあり、同時代的な交流はない。
白石の詩の世界は、当時のモダニズムの影響をうけながらも、郷土的な叙情の世界を方言で表す特徴を持っている。1938年の作『私とナターシャと白いロバ』ではモダニズムのイメージを用い、『エビガラスズメが来る夕方』『カズラン峠』などでは一般の読者もわからない方言を用いるなど、民俗的な世界を表している。日帝植民地時代に苦しむ民衆の哀歓を描き、また『尼僧』では山谷の金鉱でトウモロコシを売っていた女が尼僧になる悲しい生涯を書いた。
1948年ごろまで雑誌や新聞に作品を発表していたが、白石の生活環境はのちの北朝鮮側にあった。朝鮮戦争、国家分断後は北朝鮮で家庭を持ちロシア文学の翻訳などを行っていたものとみられるが、1962年以降に文筆活動の記録はない。
1980年代はじめ、韓国内の古本屋に眠っていたかつての作品群が李東洵に発見され、のち1987年に李の収集から全詩集が編まれた。以後それら白石の旧作は、韓国内で高く再評価されることになった。
韓国内の研究では1996年没と考えられている。

## 主な作品
- 1936年、『사슴』(鹿)[4]
- 1987年、『백석 시 전집』（白石詩全集）[3]
- 1988年、『가즈랑집 할머니』（カズラン峠の老婆）
- 1989年、『흰 바람벽이 있어』（白い風壁があり）
- 1991年、『멧새 소리』（ホオジロの音）